# Lyriothemis
Lyriothemis es un género de libélulas de la familia Libellulidae, que está distribuido por el sureste asiático. Algunos miembros de este género ponen huevos en cavidades y agujeros llenos de agua de los árboles y de los troncos caídos.

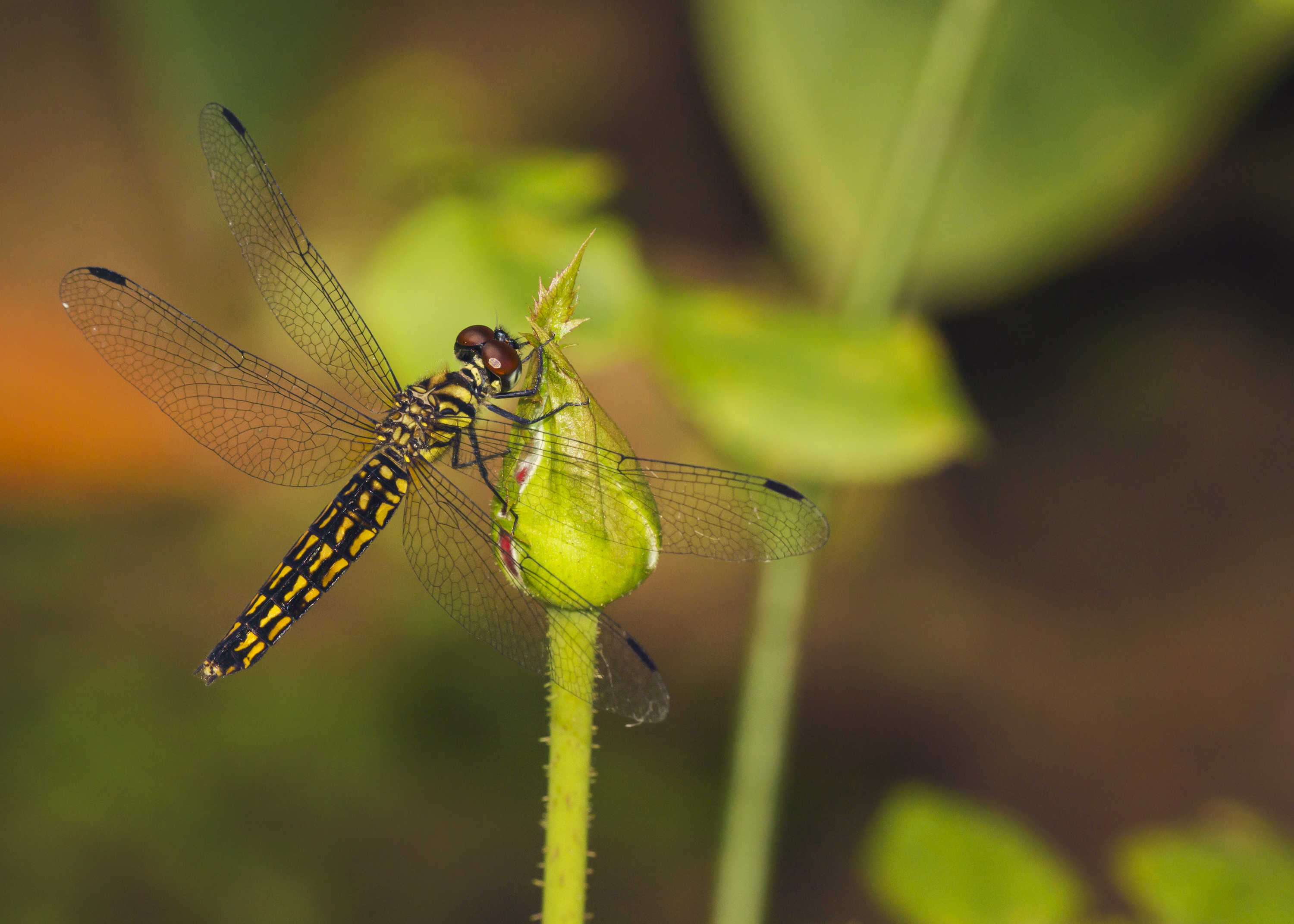
Hembra de Lyriothemis acigastra
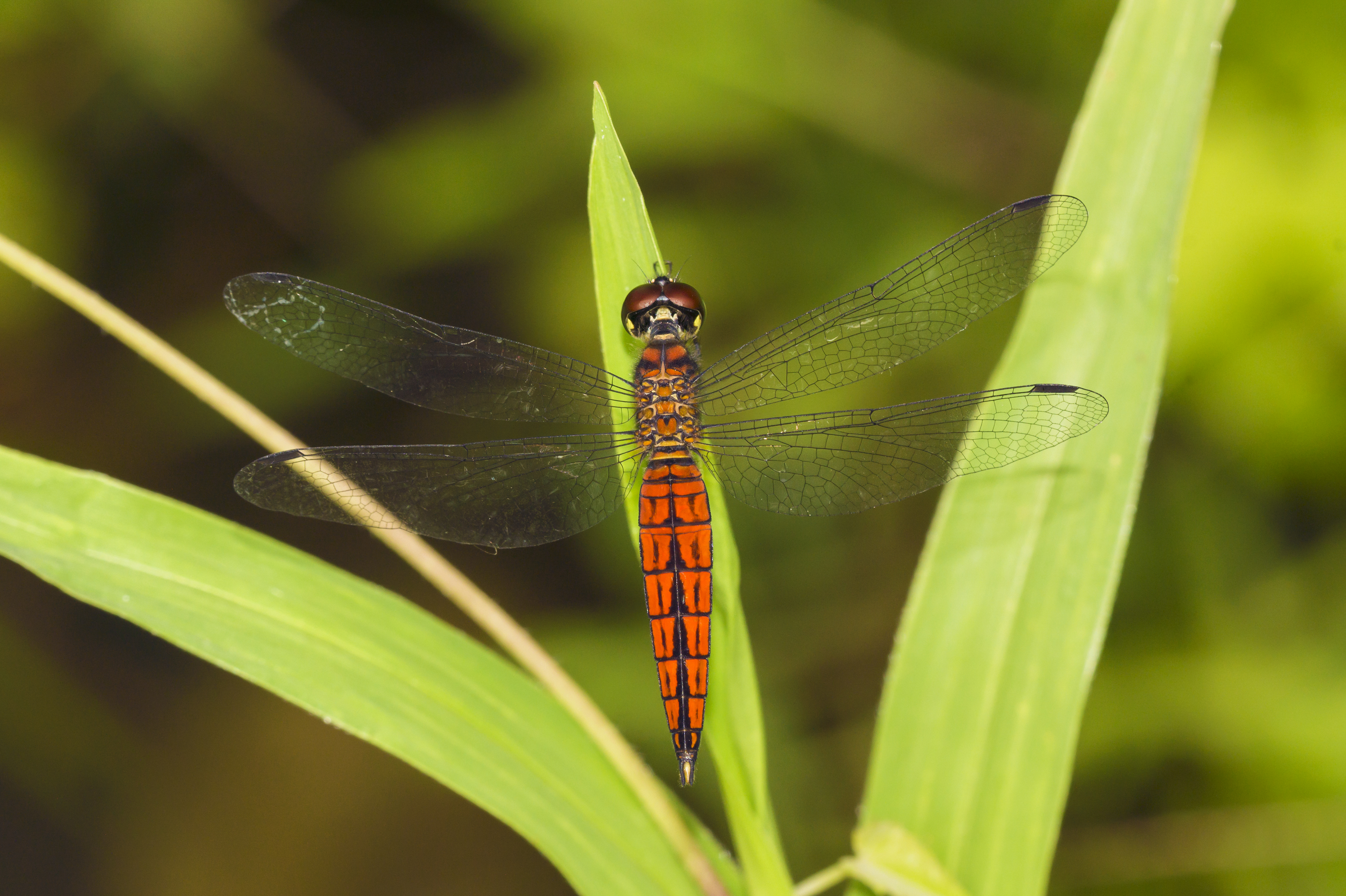
Macho de Lyriothemis acigastra
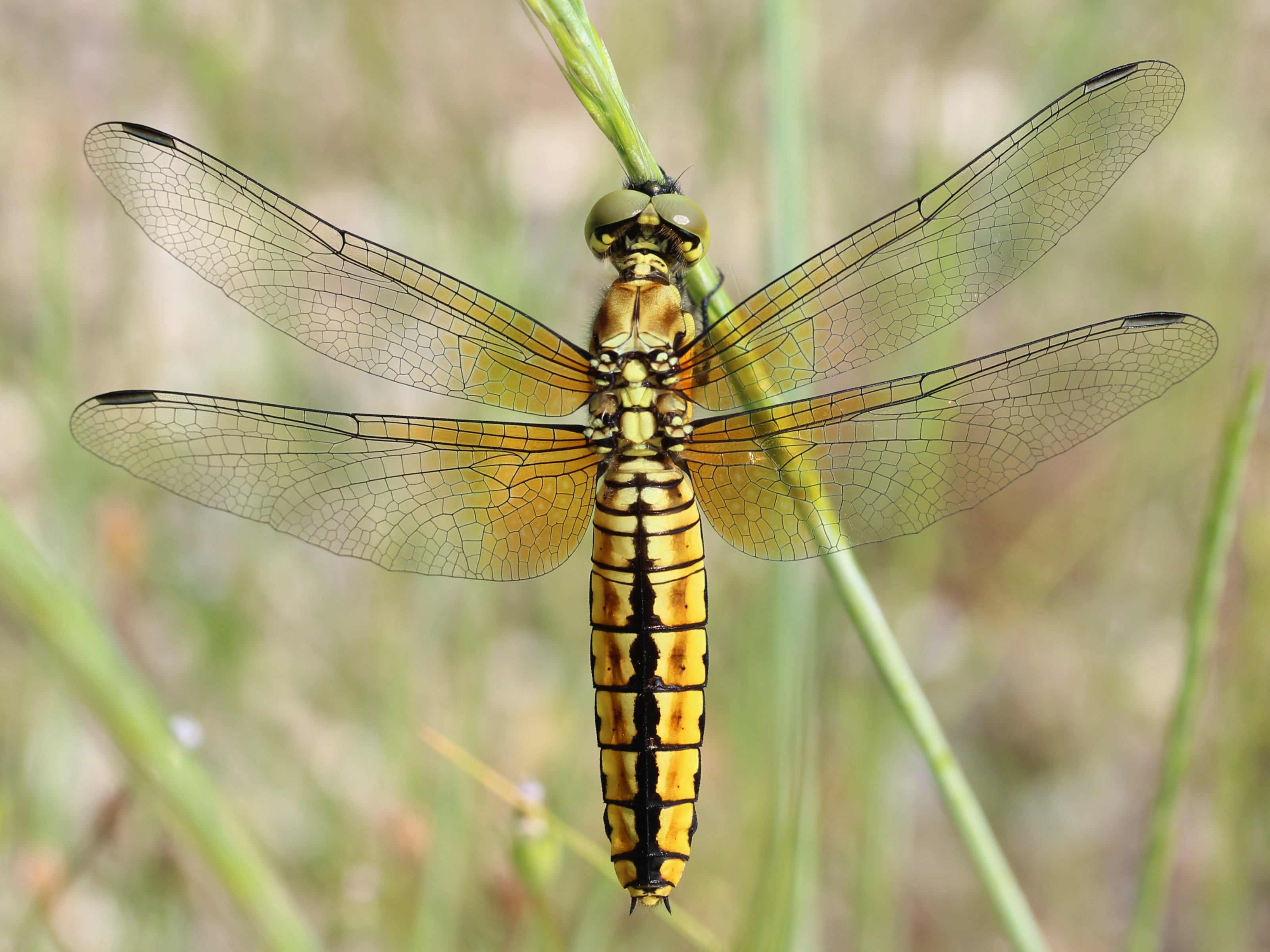
Hembra de Lyriothemis pachygastra
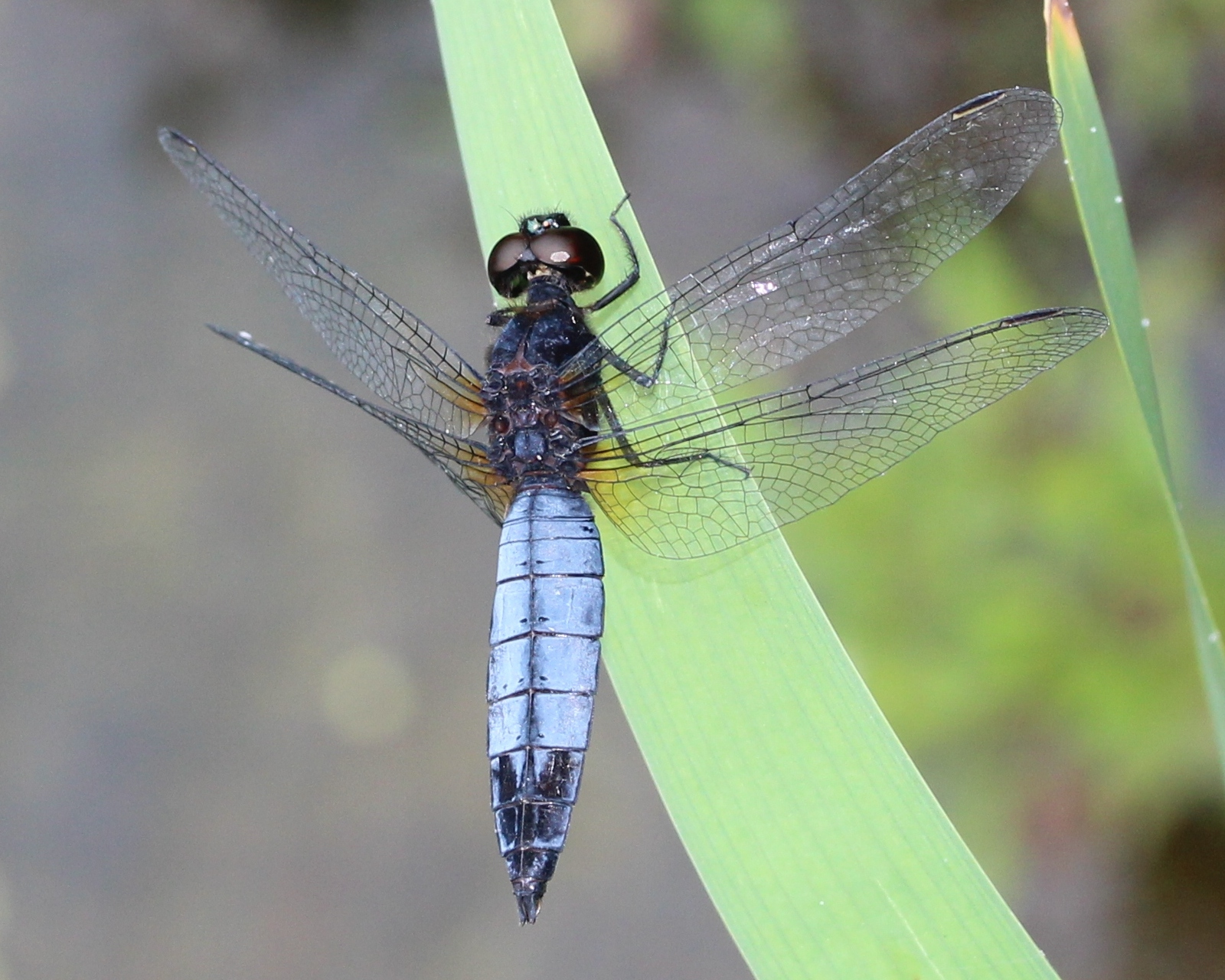
Macho de Lyriothemis pachygastra
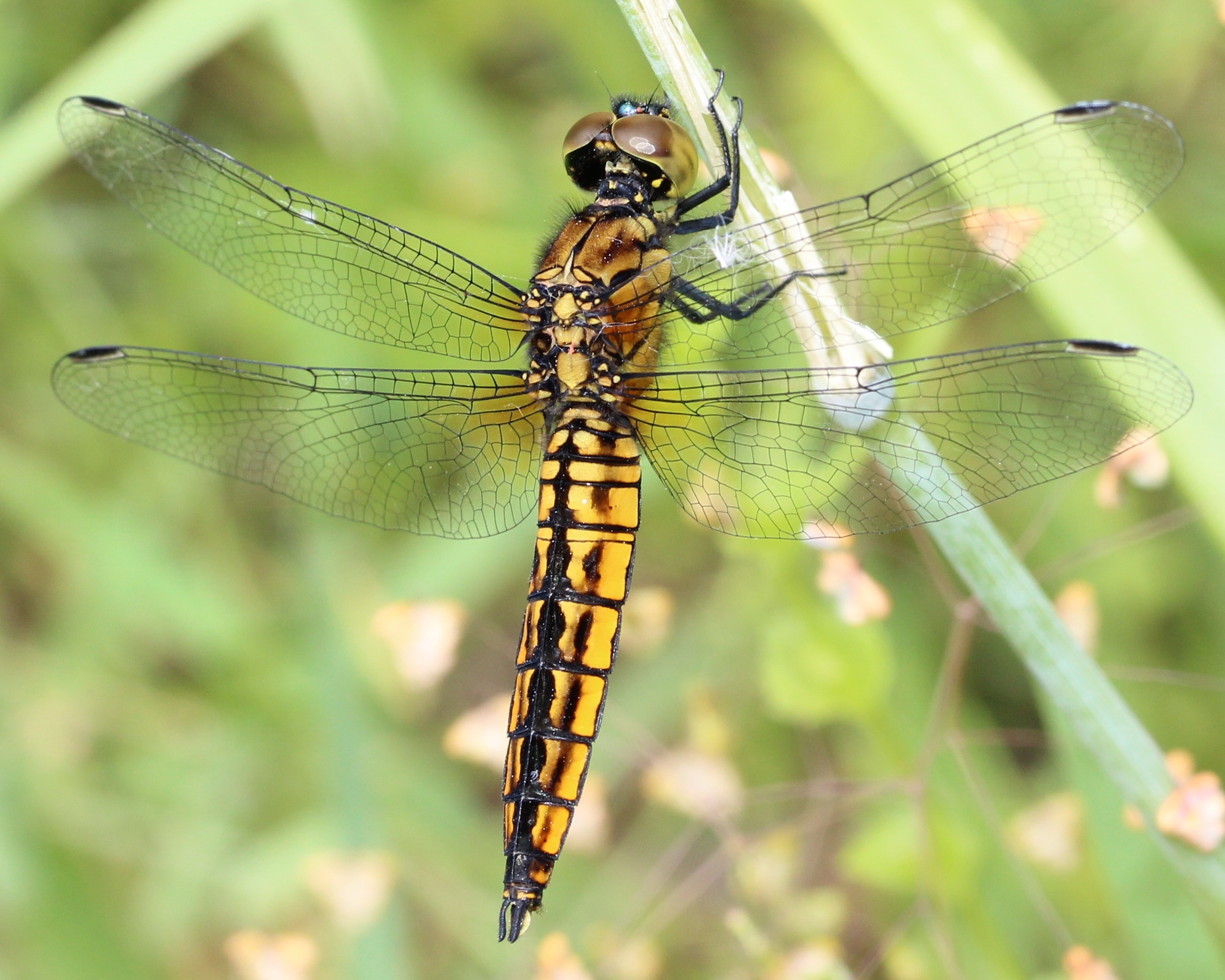
Macho joven de Lyriothemis pachygastra

## Especies
El género contiene las siguientes especies:
- Lyriothemis acigastra (Selys, 1878)
- Lyriothemis biappendiculata (Selys, 1878)
- Lyriothemis bivittata (Rambur, 1842)
- Lyriothemis cleis Brauer, 1868
- Lyriothemis defonsekai van diere Poorten, 2009
- Lyriothemis elegantissima Selys, 1883[3]
- Lyriothemis eurydice Ríes, 1909
- Lyriothemis hirundo Ríes, 1913
- Lyriothemis latro Needham & Gyger, 1937
- Lyriothemis magnificata (Selys, 1878)
- Lyriothemis meyeri (Selys, 1878)
- Lyriothemis mortoni Ríes, 1919
- Lyriothemis pachygastra (Selys, 1878)
- Lyriothemis salva Ríes, 1927
- Lyriothemis tricolor Ríes, 1919